# 奉加帳
奉加帳（ほうがちょう）とは、寺院・神社の造営・修繕、経典の刊行などの事業（勧進）に対して、金品などの寄進（奉加）を行った人物の名称・品目・量数を書き連ねて記した帳面のこと。寄進帳（きしんちょう）とも呼ぶ。
本来、こうした事項は勧進の趣旨などを記した勧進帳の末尾などに書き連ねられていたが、勧進活動が盛んになってきた平安時代末期から鎌倉時代にかけて、従来の勧進帳とは別に奉加帳が作成されて寄進者の人名とその内容について記載されるようになり、更には勧進に参加した奉加者の願い事などが付記されるなどの独自の帳面へと発展していった。
近世に入ると、一般の行事に際して行われる寄付に際して、寄付者とその内容の記載のために作成された帳面のことも奉加帳と呼ぶようになった。